# 幸谷駅
幸谷駅（こうやえき）は、千葉県松戸市新松戸にある流鉄流山線の駅である。駅番号はRN2。付近にJR東日本の新松戸駅がある。

## 歴史

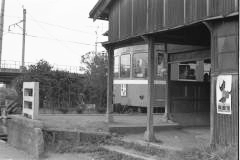
移設前の当駅と流山行モハ1101、写真左上の架線柱は国鉄武蔵野線へ通じる馬橋支線（1977年10月）

松戸市新松戸に所在するが、駅名の「幸谷」は開業当時の地名から採られている。それに対して、後に設けられたJR新松戸駅の所在地は松戸市幸谷であり、両駅の地名と駅名が逆転している。開業当時新松戸駅の設置はおろか新松戸の住宅地開発も行われておらず、当駅が幸谷集落の最寄り駅であった。当時からの集落はJR常磐線よりも東側、福昌寺（幸谷観音）界隈であり、この位置関係もまた逆転している。
- 1961年（昭和36年）2月3日 開業[2]。当時は新幸谷橋付近（流山線5号踏切付近）に存在した。
- 1982年（昭和57年）1月10日 流山方に300m移設[1]。新松戸駅に近づけ、国鉄（現在のJR）線との乗り換え利便を図った。
- 2013年（平成25年）11月5日 入口にバリアフリー対応のスロープを設置。

## 駅構造
単式1面1線ホームの地上駅。駅舎は集合住宅「流鉄カーサ新松戸」の一階にある。旅客部分は、出札口など駅事務室前の小さなコンコースと集札口、ホームのみ。なお、流山線ではどの駅でも改札（入鋏）は行われない。当駅の集札は列車到着直後のみ集札口に係員が立って行う仕組みとなっている。上下合わせると列車の発着間隔は最短で5分、最大で20分程度と短いため、改札内は常時開放されている。
新松戸駅からは駅前広場の横断歩道と広場に面するハンバーガーチェーン店「ロッテリア新松戸駅前店」（松戸市幸谷1070-3）裏の路地経由で連絡する。このルートは丁度JR武蔵野線高架下であり、高架を屋根として活用している。路地先の踏切を渡った西側に駅出入口がある。現在は目立った案内誘導標識が置かれていない。
流鉄・JR間で「当駅接続の連絡運輸」は行われていないが、馬橋駅接続の連絡運輸でも当駅発着は除外（新松戸駅発着も同様）されているため、両社において近接駅として認識されていることがうかがえる。

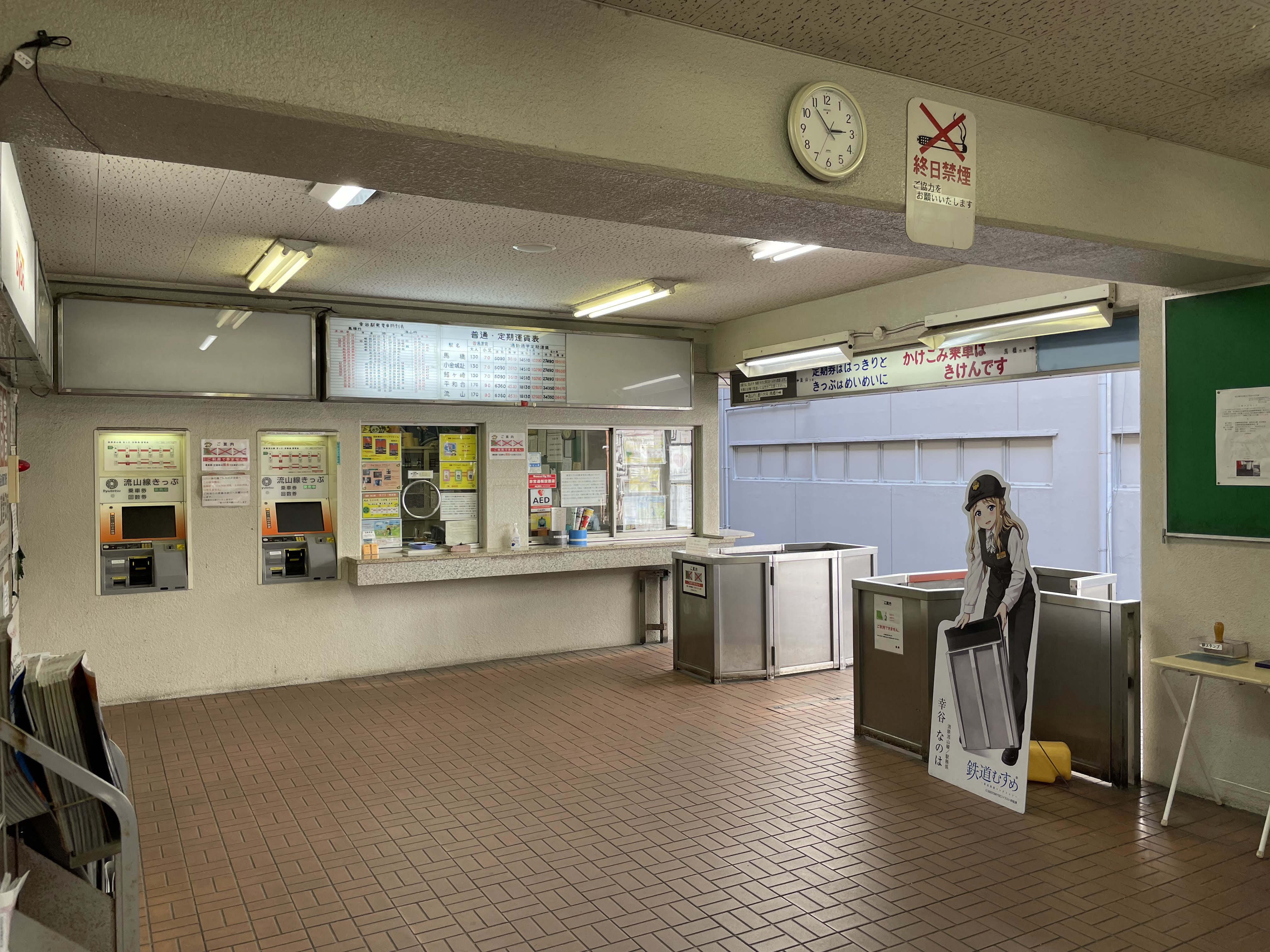
出札口・集札口（2022年6月）
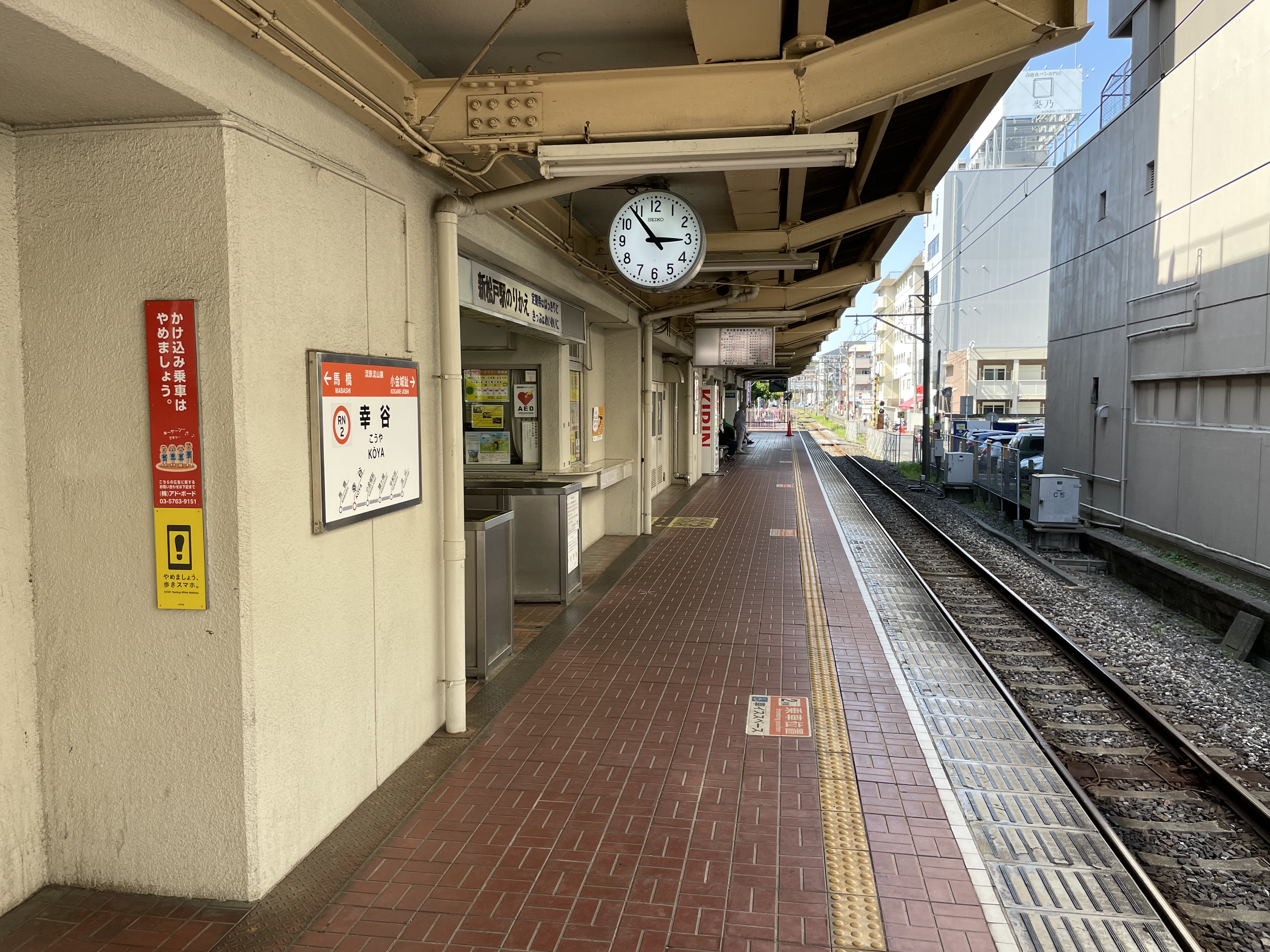
ホームより流山方面を望む（2022年6月）
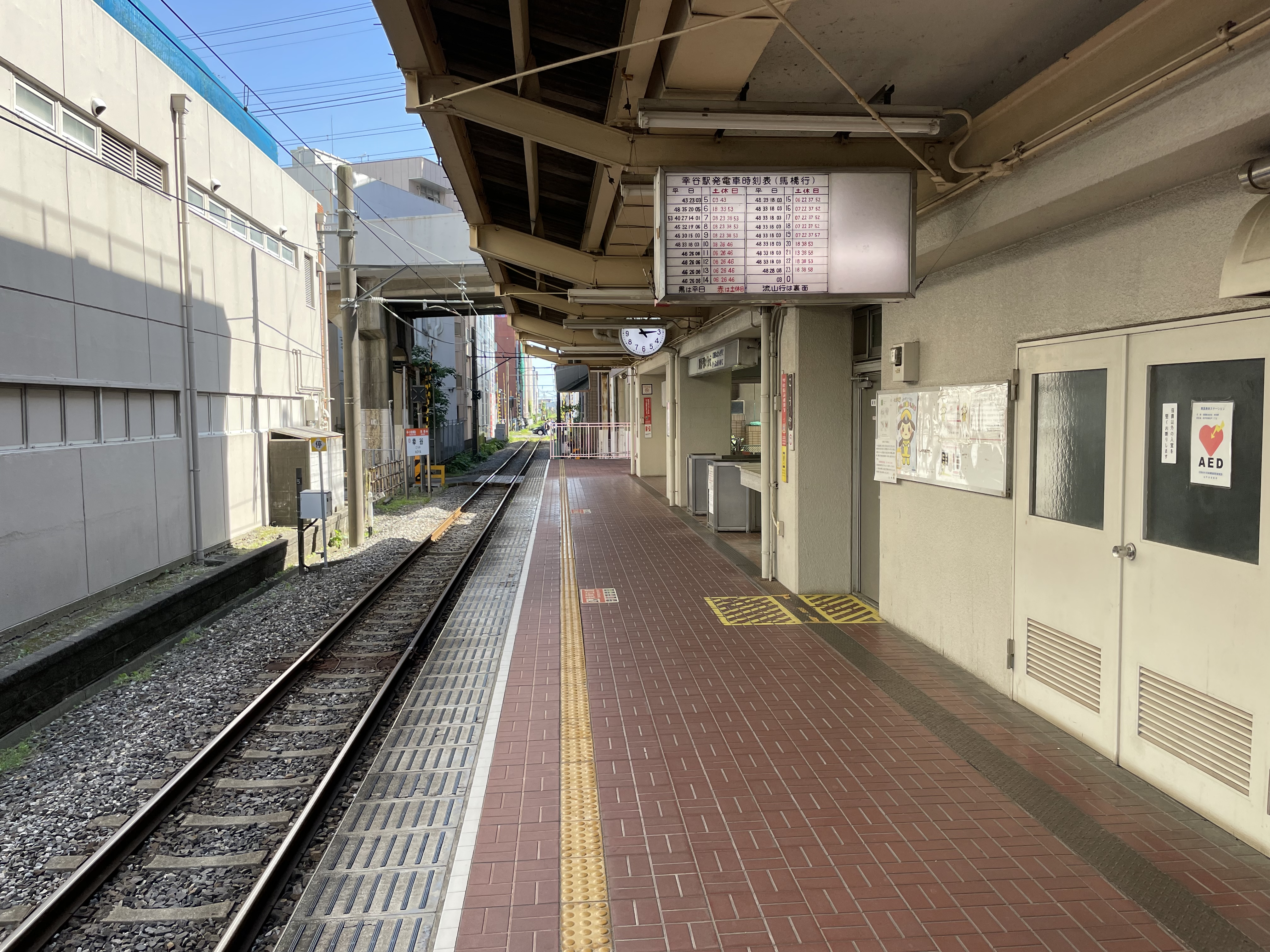
ホームより馬橋方面を望む（2022年6月）
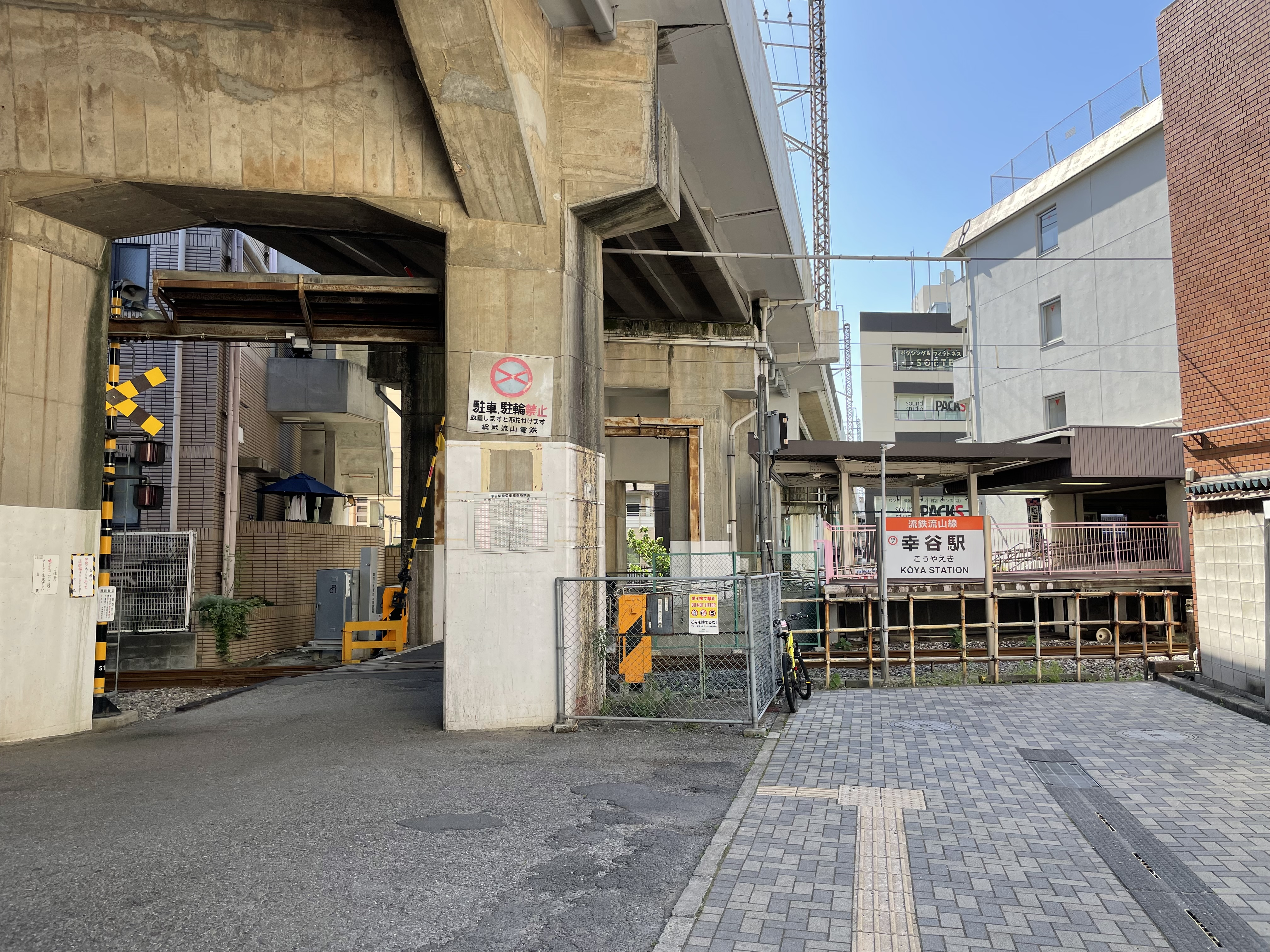
駅へ続く踏切と看板 高架に沿った手前側に新松戸駅出入口がある（2022年6月）

## 利用状況
2015年（平成27年）度の一日平均乗車人員は2,246人である。
近年は減少傾向にあり、特に2005年から2006年にかけてはつくばエクスプレス開業の影響で大きく落ち込んでいる。当駅以上に馬橋、流山両駅の減少幅が大きかった結果、流鉄6駅の中では最も利用客数が多い駅となった。
近年の1日平均乗車人員は下記の通り。
| 年度   | 1日平均 乗車人員 |
| ------ | ---------------- |
| 1990年 | 3,475            |
| 1991年 | 3,626            |
| 1992年 | 3,731            |
| 1993年 | 4,015            |
| 1994年 | 4,029            |
| 1995年 | 4,034            |
| 1996年 | 3,996            |
| 1997年 | 3,869            |
| 1998年 | 3,893            |
| 1999年 | 3,796            |
| 2000年 | 3,760            |
| 2001年 | 3,717            |
| 2002年 | 3,704            |
| 2003年 | 3,661            |
| 2004年 | 3,571            |
| 2005年 | 3,082            |
| 2006年 | 2,637            |
| 2007年 | 2,523            |
| 2008年 | 2,418            |
| 2009年 | 2,338            |
| 2010年 | 2,226            |
| 2011年 | 2,169            |
| 2012年 | 2,203            |
| 2013年 | 2,213            |
| 2014年 | 2,194            |
| 2015年 | 2,246            |

## 駅周辺

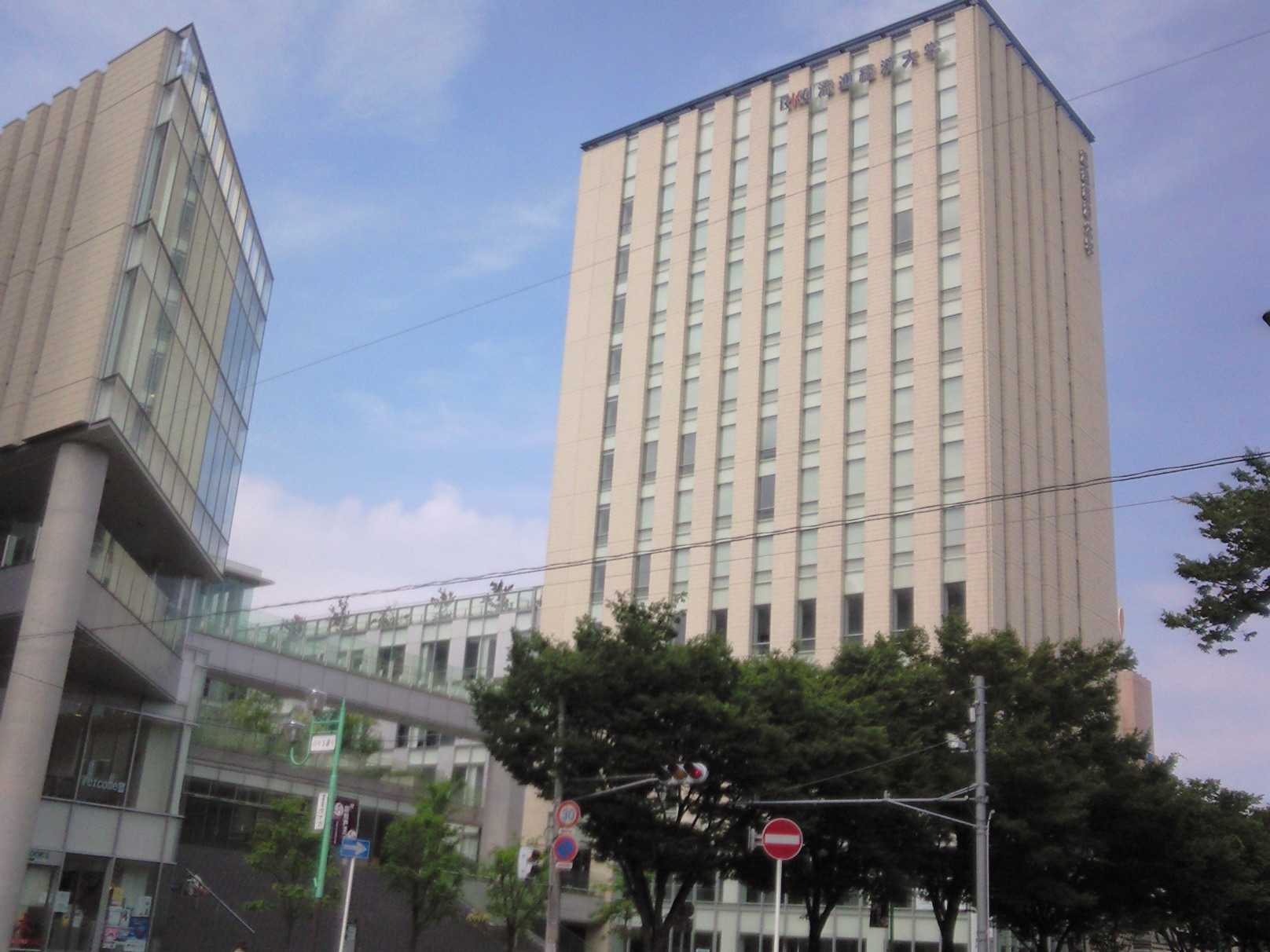
流通経済大学（新松戸キャンパス）

大規模新興住宅地「新松戸」の東端部に位置する。駅周辺は「幸谷駅前」というよりも「新松戸駅前」として商店やマンション、雑居ビルが林立する。当駅近傍は沿線で最も変化が著しい。新松戸駅との間には「パオ」という名称の公衆トイレ、「あかりのボックス」という名称の赤色鳥居調鉄骨のオブジェがある。
なお、新松戸駅は当駅に向かい合う西側一箇所にしか出口がないため、JR常磐線東側の旧来の幸谷集落（福昌寺<幸谷観音>、市水道部）方面へは、水戸方にある同線をくぐる地下歩道で連絡する（この案内はない）。1980年代頃は幸谷に「新松戸スターランド」、新松戸（現在のイオンがある場所）に「新松戸アイスアリーナ」の二大スケートリンク（前者は冬のみ）があり、関東地方東部のアイススケート文化を支え、選手も輩出していた。
- 新松戸駅
- 松戸市役所新松戸支所
- 新松戸市民センター、市立図書館新松戸分館
- 新松戸駅前郵便局
- 新松戸中央総合病院
- 日本年金機構松戸年金事務所
- 流通経済大学新松戸キャンパス
- 日本国際工科専門学校
- 松戸市立新松戸南中学校
- 松戸市立馬橋北小学校
- イオンフードスタイル新松戸店
- 生活クラブ生活協同組合千葉新松戸デポー
- 業務スーパー 新松戸店
- ハローマート 新松戸店 (閉店。2023年現在は、跡にスギ薬局が出店）
- アコレ 新松戸3丁目店
- マツモトキヨシ本社
- 関さんの森
- 福昌寺（幸谷観音）
- 松戸市水道部 - 旧・小金町地域で地下水資源の水道水を供給する地方公営企業

## 隣の駅
流鉄
 流山線
馬橋駅 (RN1) - 幸谷駅 (RN2) - 小金城趾駅 (RN3)